# Ofensiva d'Aragó
L'Ofensiva d'Aragó de la Guerra Civil espanyola va ser una campanya del bàndol franquista iniciada amb prou feines tres setmanes després de finalitzar les hostilitats de la batalla de Terol. Aquesta ofensiva va començar el 7 de març de 1938 i va concloure el 19 d'abril del mateix any. El resultat de l'ofensiva va significar un cop dur a les forces republicanes de l'Exèrcit de Llevant i va partir en dues parts el territori sota administració de la Segona República Espanyola.

## Dos exèrcits i una única iniciativa, la franquista
La batalla de Terol havia consumit els recursos bèl·lics de l'Exèrcit Popular Republicà. Mentre el general Franco havia de redistribuir ràpidament el gruix de les seves forces al llarg del front d'Aragó, entre la ciutat de Terol i el sud de la província de Saragossa. El seu objectiu era aprofitar l'avantatge per conquerir la resta d'Aragó i penetrar a Catalunya i a la depressió del riu Ebre. L'exèrcit insurrecte va reunir per a aquesta campanya més de 100.000 homes, incloses les seves tropes més ben preparades, que anirien en avantguarda de l'ofensiva.
Malgrat la inferioritat en homes de l'anomenat bàndol franquista, aquest es trobava més ben equipat i en millor forma que el seu enemic que encara no havien pogut recuperar-se de les grans pèrdues humanes i materials sofertes a la batalla de Terol. Pel que fa al suport aeri, els rebels comptaven amb prop de 950 avions, 200 carros de combat i alguns milers de camiones. A més el general Franco comptava amb l'ajut d'Alemanya i Itàlia, i les indústries del nord de la península.
Mentre la Segona República Espanyola rebia l'ajuda soviètica, però aquesta no arribava a temps, i a més depenia de la producció d'armament molt poc competent duta a terme pels anarquistes a Catalunya. Un testimoni anarquista va informar que malgrat l'enorme despesa que va suposar, la nostra organització industrial era incapaç de completar la producció de cap mena de fusell, metralladora o canó…»

### L'exèrcit insurrecte
L'exèrcit atacant estava a les ordres de Fidel Dávila Arrondo, recolzat per Juan Vigón Suerodíaz. José Solchaga, José Moscardó, Antonio Aranda, i Juan Yagüe eren els comandants dels diferents cossos d'exèrcit, al costat del general italià Berti. La reserva estava a les ordres de García Escámez i García Valiño. Varela, amb seu Cos d'Exèrcit de Castella se situaria a l'ala sud de l'atac, a la mateixa ciutat de Terol. També la Legió Còndor estava preparada i en espera de rebre l'ordre d'atac. A més, el coronel Ritter Von Thoma, que era el seu comandant, va convèncer Franco de l'ús agrupat dels tancs alemanys, en lloc de dispersar-los entre les diferents unitats del seu exèrcit.

### L'exèrcit republicà
A causa de les pèrdues materials sofertes a la batalla de Terol, a la meitat de les tropes republicanes els mancaven fusells suficients, i les tropes d'elit de l'Exèrcit Popular Republicà havien estat traslladades a rereguarda per rearmar-se i descansar. Així doncs el front era defensat per tropes sense experiència en combat. A més, el rearmament de l'Exèrcit Popular era cada cop més complicat, ja que l'ajuda soviètica cada vegada era més escassa
Mentrestant el bàndol franquista havia redistribuït les seves tropes al llarg del front aragonès amb gran rapidesa; molt més ràpid del que havia cregut possible el comandament republicà malgrat les advertències dels seus espies. L'alt comandament republicà continuava convençut que Franco reprendria l'ofensiva planejada prèviament d'atacar Madrid des del nord de Guadalajara. Un altre error comès pels republicans va ser creure que les tropes revoltades estaven tan esgotades del combat com ho estava el mateix Exèrcit Popular. Per tant, es pot concloure que la República va ser sorpresa per l'atac de les tropes franquistes.

## L'ofensiva franquista
L'atac va començar el 7 de març de 1938, i va ser precedit d'una intensa preparació artillera i forts bombardeigs aeris. A les 6.30, tres cossos de l'exèrcit franquista van atacar les línies republicanes en una franja compresa entre el riu Ebre i la població de Vivel del Río Martín. Al nord de l'atac es trobava l'Exèrcit d'Africa, recolzat en els seus moviments per la Legió Còndor i 47 bateries d'artilleria. Els rebels van trencar les línies en diversos punts al llarg del front el primer dia de batalla. El general Juan Yagüe va avançar amb el seu Exèrcit d'Africa pel marge dret del riu Ebre retallant les línies republicanes. José Solchaga va dirigir l'atac franquista que va recuperar el poble de Belchite el dia 10 de març, sent les tropes britàniques, americanes i canadencs de la XV Brigada Internacional  ' les darreres en abandonar les ruïnes del poble que tant va costar prendre l'estiu anterior. En aquesta retirada va resultar mort el comandant del Batalló Lincoln, Robert Merriman. Les defenses de Belchite, que havien estat dissenyades per un agent soviètic, van caure fàcilment davant de les tropes rebels. Els italians per la seva part van atacar la població de Rudilla, on es van trobar amb una gran resistència inicial però finalment les Fletxes Negres van aconseguir acabar amb la defensa.
Al llarg de tot el front, les forces republicanes es van haver de retirar. Una gran part de l'exèrcit simplement va fugir, amb la qual cosa la retirada es va convertir en una derrota sense pal·liatius. Per si no n'hi hagués prou, el sentiment anticomunista que s'estava apoderant de l'Exèrcit Popular Republicà va ajudar a propagar la desmoralització en plena batalla: els comandants republicans del Partit Comunista d'Espanya no cessaven d'acusar-se entre ells de tots els fracassos i decisions equivocades en el terreny militar, fins al punt que els líders comunistes André Marty i Enrique Líster s'atacaven mútuament de manera constant. Per rebutjar tota responsabilitat pel desastre bèl·lic, Líster va decidir executar qualsevol dels seus comandants subalterns que prengués la decisió de retrocedir; això va crear una gran discussió entre els mateixos republicans comunistes (car el mateix Líster era un comunista, com els seus oficials subalterns a qui ordenava executar).

## Desastre republicà
Davant dels esdeveniments, el general republicà Vicente Rojo va ordenar el reagrupament de les tropes al voltant a Casp, però la presa d'Alcanyís va fer que la desbandada republicana fos total. Fins i tot en aquells llocs on les unitats lluitaven valentament i eren capaços d'aguantar l'empenta rebel, s'havien d'abandonar les posicions a causa del col·lapse de les unitats adjacents. A més les desercions es van fer quotidianes entre els soldats de l'exèrcit del Front Popular. L'aviació franquista controlava el cel, els seus bombarders atacaven a plaer a les tropes republicanes en retirada gràcies a la protecció que tenien dels caces més moderns de la Legió Còndor i l'aviació legionària italiana. Després de dos dies de lluita intensa, finalment va caure Casp el 17 de març davant de les tropes del general José Enrique Varela Iglesias, qui amb tres divisions va derrotar les unitats de les Brigades Internacionals enviades a resistir. En la lluita per aquesta localitat, el comunista polonès Karol wierczewski (àlies "General Walter"), comandant de la XV Brigada Internacional, gairebé caigué a les mans dels italians. Una vegada més, van ser les unitats dels internacionals les que van actuar de manera brillant però van haver de retirar-se davant de la superioritat de l'exèrcit rebel. El 17 de març, després de deu dies d'ofensiva, els franquistes es trobaven a 115 km a l'est de les posicions des d'on havien emprès l'atac, creant una enorme bossa a la zona republicana que anava des de Belchite a Casp, després cap a Alcanyís, i d'allà cap a Montalbán (Aragó).
L'exèrcit franquista es va aturar, breument, davant del riu Ebre i del riu Guadalop per reorganitzar-se. El 22 de març, l'atac va reiniciar-se a l'àrea est de Saragossa i Osca. Aquesta part del front que la República havia conservat des d'agost de 1936 va ser perduda en 24 hores, aquell mateix dia el setge republicà sobre Osca va ser eliminat i es van prendre les poblacions d'Alcubierre i Tardienta. Els llogarrets a l'est d'Aragó, que havien experimentat la revolució social de caràcter anarquista amb mitjans propis o provinents de Catalunya, van ser preses en pocs dies pels franquistes, transformant els seus habitants sobtadament en refugiats. En aquest moment de l'ofensiva, les poblacions de Barbastre, Bujaraloz i Sariñena van sucumbir el 25 de març, les tropes de Yagüe van ocupar Fraga el 28 de març i van entrar a Catalunya després d'haver creuat el riu Ebre i pres la població de Pina de Ebro. Yagüe va ordenar tot seguit atacar la ciutat següent, Lleida, però El Campesino va aconseguir deturar l'avenç franquista durant una setmana. Els franquistes van prendre la ciutat el 3 d'abril però donant als republicans la possibilitat de retirar-se amb valuós equip militar.
Les tropes del general Solchaga, per la seva part, prenien Barbastre i van envoltar a la 43a Divisió de l'Exèrcit Popular en l'anomenada «Bossa de Bielsa», on 6.000 soldats republicans van combatre tenaçment fins a mitjans de juny davant enemics que els doblaven en nombre i els ultrapassaven en armament i suport aeri; la proximitat dels Pirineus dificultava l'avenç ràpid i recolzava la defensa republicana. Però al sud, els franquistes van avançar fàcilment a través del Maestrat, ja que per tot arreu els soldats republicans fugien, desertaven o es rendien en massa. Les diferents faccions polítiques existents dins de l'Exèrcit Popular s'acusaven mútuament de traïció i els oficials comunistes negaven a la resta d'unitats (sobretot a les milícies anarquistes) el lliurament de subministraments i munició. André Marty, màxim responsable de les Brigades Internacionals no va poder evitar les enormes baixes sofertes per aquestes mentre es dedicava a buscar culpabilitats entre els seus subordinats, ordenant l'execució d'oficials de manera arbitrària i moltes vegades davant dels seus propis homes, la moral estava enfonsada i ningú no sabia fins on arribaria la derrota republicana.

## Fi de l'ofensiva
La potència aèria va ajudar a decidir aquesta campanya car les planes de l'Aragó van proporcionar al bàndol franquista senzills camps d'aterratge, que permetien un ràpid suport aeri per a les tropes del front sense haver de cobrir llargues distàncies. L'aviació franquista va ser decisiva per fer retrocedir les tropes republicanes, forçant-les a abandonar les seves posicions una després de l'altra, atacant les columnes en retirada, i vencent en l'aire l'aviació republicana que va quedar completament superada pel seu enemic. Els alemanys i els soviètics van aprendre lliçons valuoses sobre l'ús d'avions de combat en operacions d'ajuda a la infanteria.
El dia 3 d'abril les tropes del general Yagüe prenien Lleida, i el mateix dia també va ser ocupada Gandesa, on van ser fets presoners uns 140 soldats nord-americans i britànics de la XV Brigada Internacional. També aquell dia, les tropes del general Antonio Aranda, que avançaven pel Maestrat, van veure el mar per primera vegada. Al nord, l'avenç franquista va continuar i el dia 8 d'abril els rebels van conquerir Balaguer, Camarasa i Tremp, amb el qual les plantes hidroelèctriques que proveïen Barcelona van caure a les mans dels franquistes. D'aquesta manera, les indústries de Barcelona van patir una declinació severa de la seva producció i les velles plantes de vapor van haver de ser emprades novament.
Es creu que davant de l'accelerada derrota de l'Exèrcit Popular Republicà els franquistes haurien pogut prendre fàcilment Barcelona i tota Catalunya, però Francisco Franco va prendre una decisió sorprenent per als seus propis generals: va ordenar avançar cap a la costa i després atacar València. Aquesta decisió va ser considerada un error estratègic a causa de la llunyania de l'objectiu triat mentre Barcelona era un objectiu molt més proper i vulnerable. Tanmateix Franco tenia informes d'intel·ligència segons els quals un avenç del bàndol franquista cap a Catalunya podria causar una intervenció armada de França, en conseqüència Franco va ordenar que l'atac continués cap al mar. El general Juan Yagüe va censurar en privat aquesta decisió estratègica de Franco i per això li va ser retirat temporalment el comandament de les seves tropes. El dia 15 d'abril les tropes franquistes entraven a Vinaròs, localitat de la costa del Mediterràni, tallant definitivament en dues la zona republicana; el dia 19 els franquistes ja havien ocupat 32 km de la costa mediterrània gairebé sense trobar resistència. Les victòries franquistes, que havien començat amb la batalla de Terol, van inspirar-los una gran confiança que la guerra gairebé estava guanyada.
Mentre es desenvolupava l'ofensiva, França havia obert de nou la duana espanyola, i es va lliurar a la zona republicana l'ajuda militar que havia estat comprada a l'estranger i que s'acumulava en territori francès a causa de l'embargament d'armes. Això va retardar l'avenç dels franquistes i la defensa republicana es va poder fer més ferma. El desastre militar republicà va ser contingut per uns mesos, i encara que les tropes insurrectes van llançar altres atacs al nord, entrant a Vielha el 18 d'abril, cap al riu Segre i l'àrea de València, els propòsits de l'ofensiva d'Aragó havien estat acomplerts abans del 19 d'abril.
El 16 de juny el bàndol franquista ocupa Castelló de la Plana, i l'atac franquista en direcció a València va començar el dia 5 de juliol, i va aconseguir avançar uns 95 km per la costa mediterrània cap al sud, esclafant la resistència republicana fàcilment, però es va aturar el 18 de juliol davant de les fortificacions de la Línia XYZ que, ben defensades per les tropes republicanes, van frustrar tot intent de penetració dels rebels, els encara no havien aconseguit cap avenç el dia 22. L'atenció d'ambdós exèrcits es va desviar de València sobtadament el 25 de juliol, quan més al nord començava la batalla de l'Ebre.